# Сяргозеро (озеро, Кондопожский район)
Сяргозеро — пресноводное озеро на территории Петровского сельского поселения Кондопожского района Республики Карелии.

## Общие сведения
Площадь озера — 1,3 км². Располагается на высоте 143 метров над уровнем моря.
Котловина ледникового происхождения.
Форма озера продолговатая: оно почти на два километра вытянуто с северо-запада на юго-восток. Берега каменисто-песчаные, преимущественно заболоченные.
В северо-западной оконечности озеро соединяется двумя небольшими протоками с рекой Кулапдеги, впадающей в Сяпчозеро, из которого берёт начало река Сяпча, впадающая в озеро Торос. Из последнего вытекает протока Салми, впадающая в озеро Мярандуксу, откуда вытекает река Нурмис, впадающая в Линдозеро, через которое протекает река Суна.
В озере расположено не менее четырёх небольших безымянных островов.
Рыба: щука, плотва, окунь, ряпушка, лещ, налим, ёрш.
Населённые пункты и автодороги вблизи водоёма отсутствуют.
Код объекта в государственном водном реестре — 01040100211102000018057.